# Ostrownica (gromada)
Ostrownica (alt. Ostrownica Wieś) – dawna gromada, czyli najmniejsza jednostka podziału terytorialnego Polskiej Rzeczypospolitej Ludowej w latach 1954–1972.
Gromady, z gromadzkimi radami narodowymi (GRN) jako organami władzy najniższego stopnia na wsi, funkcjonowały od reformy reorganizującej administrację wiejską przeprowadzonej jesienią 1954 do momentu ich zniesienia z dniem 1 stycznia 1973, tym samym wypierając organizację gminną w latach 1954–1972.
Gromadę Ostrownica siedzibą GRN w Ostrownicy (Wsi) utworzono – jako jedną z 8759 gromad na obszarze Polski – w powiecie iłżeckim w woj. kieleckim, na mocy uchwały nr 13k/54 WRN w Kielcach z dnia 29 września 1954. W skład jednostki weszły obszary dotychczasowych gromad Kochanów (bez wsi Czarnolas), Ostrówka, Ostrownica Wieś i Ostrownica Kolonia ze zniesionej gminy Miechów w tymże powiecie. Dla gromady ustalono 12 członków gromadzkiej rady narodowej.
1 lipca 1957 do gromady Ostrownica przyłączono wieś Rochalina z gromady Czerwona w tymże powiecie.
Gromadę zniesiono 31 grudnia 1959, a jej obszar włączono do nowo utworzonej gromady Kowalków.